# Brodatogama brodata
Brodatogama brodata, agama brodata (Pogona barbata) – gatunek gada z rodziny agamowatych (Agamidae).

## Występowanie
Występuje we wschodniej i południowo-wschodniej Australii.

## Cechy morfologiczne
Osiąga do 55 cm długości, samica trochę mniejsza do 50 cm, z czego połowę stanowi ogon. Łuski niewielkie, szorstkie, na bokach tułowia i na grzbiecie znajdują się rzędy większych, ostrych łusek. Na bokach głowy i gardle łuski są szczególnie duże i mocno kolczaste, gdy podrażniony lub przestraszony samiec nadyma podgardle, tworzą one kolczastą grzywę mającą znaczenie odstraszające. Podobne zachowanie występuje w okresie godowym – w ten sam sposób samiec zwraca uwagę samicy i pokazuje gotowość do kopulacji.
Ubarwienie zmienne, spokojna jaszczurka ma barwę żółtoszarą lub oliwkowobrązową, podrażniona staje się jaskrawożółta z pomarańczowymi kreskami, szyja u samca czarna.

## Hodowla

### Terrarium
Agama brodata powinna przebywać w terrarium wielkości 120 x 60 x 60 cm (dla jednego osobnika). Dopuszczalne są zarówno terraria szklane oraz drewniane. Środowisko w terrarium powinno jak najbardziej przypominać jej naturalne – temp. od 25–40 stopni, wilgotność różnorodna – od 40% do nawet 60%. Ważne jest, by zwierzę miało cały czas dostęp do świeżej wody. Istotna jest też wentylacja wykonana z siatki wentylacyjnej, kratek bądź kółek wentylacyjnych lub blachy perforowanej, najlepiej z dwóch boków terrarium. 
Wyposażenie terrarium nie musi być bogate. Powinno ono zawierać tzw. wyspę ciepła, składającą się z lampy UVB oraz lampy grzewczej zamontowanej ok. 30–40 cm od płaszczyzny, na której agama będzie wypoczywać. Jako podłoże można stosować np. ręczniki papierowe lub podłoże kukurydziane. Nie zaleca się stosowania drewienek bukowych, piasku, drobnych kamieni oraz włókna kokosowego.

### Odżywianie
Żywi się stawonogami, głównie owadami. U młodych osobników, które mają duże zapotrzebowanie na białko, dominującym składnikiem diety powinien być pokarm zwierzęcy, m.in. karaczany, świerszcze, okazjonalnie mączniki, rzadko drewnojady. Z biegiem czasu można do diety włączać również zioła, owoce i warzywa, np. roszponkę, rukolę, starty ogórek, truskawki.

### Oswajanie
Młode agamy brodate są bojaźliwe. Im większa agama, tym mniej jest strachliwa. Jest to zwierzę ciekawskie, lubi nasłuchiwać i przyglądać się. Z dorosłymi osobnikami można wychodzić na dwór w cieplejsze dni.

### Wylinka
Wylinka zrzucana jest w wyniku wzrostu ciała – u młodych osobników występuje zwykle nie częściej niż raz na dwa tygodnie. Im więcej agama jest karmiona, tym częściej zrzuca wylinkę. W okresie jej zrzucania gad staje się strachliwy i chowa się, potrzebuje wtedy większej wilgotności (pomaga mu przy zrzuceniu kawałków skóry). Agamy trzeba obserwować podczas wylinki, ponieważ zdarzają się przypadki martwicy palców czy końcówki ogona, gdy wylinka źle schodzi. Nie można zrywać odstających fragmentów skóry, gdyż w ten sposób możemy uszkodzić skórę zwierzęcia.